# Kuzinellus meritus
Kuzinellus meritus är en spindeldjursart som först beskrevs av Parvez, Chaudhri och Ashfaq 1994.  Kuzinellus meritus ingår i släktet Kuzinellus och familjen Phytoseiidae. Inga underarter finns listade i Catalogue of Life.